# Comentiolo (hermano de Focas)
Comentiolo (en griego: Κομεντίολος; muerto en el 610/611) fue hermano del emperador bizantino Focas (602-610).
Se sabe que era hijo de Domencia, como Focas y Domenciolo, quien luego llegó a desempeñar el cargo de magister officiorum. Se ignora todo sobre su juventud. Focas le otorgó el grado de patricio y el cargo de magister militum; estaba al mando del ejército oriental bizantino que combatía a los persas sasánidas cuando  Heraclio (610-641) depuso y ajustició a Focas en 610.
Comentiolo se negó a reconocer la autoridad de Heraclio; llevó a las tropas orientales a sus cuarteles de invierno en Ancira y planeó atacar Constantinopla y vengar las muertes de sus hermanos Focas y Domenciolo. Heraclio perdonó a su sobrino Domenciolo, hijo de su difunto hermano de igual nombre, y envió al respetado antiguo general Filípico a tratar con él. Comenciolo, sin embargo, lo encarceló y amenazó con ejecutarlo, pero fue asesinado antes por el patricio Justino a finales del 610 o en el 611. La rebelión, que había supuesto una grave amenaza para el poder de Heraclio, aún inestable, se desvaneció con la muerte de su cabecilla.